# (13116) Hortensia
(13116) Hortensia est un astéroïde de la ceinture principale.

## Description
(13116) Hortensia est un astéroïde de la ceinture principale. Il fut découvert le 9 octobre 1993 à La Silla par Eric Walter Elst. Il présente une orbite caractérisée par un demi-grand axe de 2,99 UA, une excentricité de 0,05 et une inclinaison de 10,5° par rapport à l'écliptique.

## Compléments